# 戴夫 (英國饒舌歌手)
大卫·奥罗博萨·奥莫雷吉（英語：David Orobosa Omoregie；1998年6月5日—），更爲人所知的名字是桑坦·戴夫（Santan Dave）或戴夫（Dave），英国说唱歌手。他的歌曲因具有抒情意義和双关语而赢得赞誉。